# Todd Clever
Todd Stanger Clever (Palm Springs, 16 de enero de 1983) es un exrugbista estadounidense que se desempeñaba como ala. Fue internacional con las Águilas de 2003 a 2017, capitán y su jugador con más pruebas en la historia.

## Selección nacional
También representó al seleccionado de seven. Anotó un curioso try en el Seven de Sudáfrica 2009, cuando saltó por encima de un jugador lesionado y la fisioterapeuta que lo atendía; estaban en las 5 y por ello Clever se deslizó al in-goal con el salto.
Tom Billups lo convocó a las Águilas y debutó contra los Pumas en agosto de 2003.

### Participaciones en Copas del Mundo
Billups lo seleccionó para Australia 2003 pero no lo hizo jugar.
El neozelandés Peter Thorburn lo llevó a Francia 2007 como titular y disputó todos los partidos. El irlandés Eddie O'Sullivan le mantuvo la titularidad en Nueva Zelanda 2011 y a la postre su último mundial.
| Mundial                       | Sede          | Resultado      | PJ | Tries |
| ----------------------------- | ------------- | -------------- | -- | ----- |
| Copa Mundial de Rugby de 2003 | Australia     | Fase de grupos | 0  | 0     |
| Copa Mundial de Rugby de 2007 | Francia       | Fase de grupos | 4  | 0     |
| Copa Mundial de Rugby de 2011 | Nueva Zelanda | Fase de grupos | 3  | 0     |